# Sunskij rajon
Il Sunskij rajon (in russo Сунский район?) è un rajon dell'Oblast' di Kirov, nella Russia europea. Istituito nel 1929, il cui capoluogo è Suna.